# الشاطئ الشمالي (مسلسل)
الشاطئ الشمالي (بالإنجليزية: North Shore) هي مسلسل. تدور قصة المسلسل رحاها في المحيط وبالتحديد في الجزر الخلابة «هاواي» في فندق فخم اسمه غراند ويميا، وقصة المسلسل بطلاها مدير الفندق جايسون ماثيوس وعشيقته السابقة نيكول بوث التي تركت ثروات ومال أبوها خلفها وسعت وراء الحب. وسيحاول الاثنان أن يثبتا لمالك الفندق فنسنت أن ماضيهما الغرامي لن يؤثر في عملهما ولكن سرعان ما سيعود الشعور متبادل بين الاثنين كما كان في السابق. كما أنه يحكي قصص الموظفين في الفندق وحياتهم العاطفية ويسلط الضوء على نزلاء فندق والذي تزوره الطبقة الراقية من المجتمع.

## ممثلي وشخصيات المسلسل
- Brook Burns في دور نيكول بوث: Nicole Booth
- Kristoffer Polaha في دور جايسون ماثيوس: Jason Matthews
- Nikki DeLoach في دور أم جي بيفنز: M.J Bevans
- Jay Kenneth Johnson في دور كريس ريمسين: Chris Remsen
- Jason Momoa في دور فرانكي شيو: Frankie Seau
- Corey Sevier في دور غابريال ميلر: Gbriel Miller
- Amanda Righetti في دور تيسا لويس: Tessa Lewis
- Shannen Doherty في دور ألكسندرا هودسون: Alexandra Hudson

### وصلات خارجية
- الشاطئ الشمالي على موقع IMDb (الإنجليزية)
- الشاطئ الشمالي على موقع روتن توميتوز (الإنجليزية)
- الشاطئ الشمالي على موقع كينوبويسك (الروسية)
- الشاطئ الشمالي على موقع ألو سيني (الفرنسية)
- الشاطئ الشمالي على موقع قاعدة بيانات الفيلم (الإنجليزية)